# Pontelatone
Pontelatone ist eine italienische Gemeinde (comune) mit 1523 Einwohnern (Stand 31. Dezember 2023) in der Provinz Caserta in Kampanien. Sie ist Bestandteil der Comunità Montana Monte Maggiore. Die Gemeinde liegt etwa 15 Kilometer nordnordwestlich von Caserta an den Monti Trebulani.

## Weinbau
Hier wird der Rotwein Casavecchia di Pontelatone DOC erzeugt, der seit 2011 eine „kontrollierte Herkunftsbezeichnung“ (Denominazione di origine controllata – DOC) besitzt, die zuletzt am 7. März 2014 aktualisiert wurde.
Auch in den Nachbargemeinden Liberi und Formicola sowie in Teilen der Gemeinden Caiazzo, Castel di Sasso, Castel Campagnano, Piana di Monte Verna und Ruviano sind der Anbau und die Vinifikation für diese Denominazion gestattet.
- Der Casavecchia di Pontelatone Rosso (auch als „Riserva“) muss zu mindestens 85 % aus der Rebsorte Casavecchia bestehen.

## Verkehr
Der Bahnhof von Pontelatone liegt an der Bahnstrecke von Santa Maria Capua Vetere nach Piedimonte Matese.